# Anolis alfaroi
El Anolis alfaroi es una especie de lagarto endémica de Cuba. Debido a una falta de datos, el nombre más común en castellano para esta especie sería de anole avivado y pequeño de arbusto. Habita en el municipio Yateras, provincia de Guantánamo, específicamente dentro de la Reserva de la Biosfera Cuchillas del Toa. Se le ha hallado solo a 2 km al norte de La Munición, en el bosque aciculifolio con Pinus cubensis a 730 m sobre el nivel del mar. Habita entre las hierbas y arbustos a menos de 1 m de altura, lo que hace difícil su visualización.

## Distribución
Su distribución es local en un hábitat continuo cuya área de ocupación es menor de 4 km² en los que se ha encontrado la única población de la especie, en una sola formación vegetal, en la que se han recolectado 23 ejemplares, de ellos siete hembras, entre 1990 y 1996. Es probable que la especie habite en un área mayor de la que se le conoce y que sus hábitos de esconderse entre las hierbas hayan dificultado su avistamiento. No obstante, a pesar del desconocimiento actual del tamaño de la población, debido a los pocos ejemplares conocidos desde hace más de 10 años, es muy posible que la población contenga menos de 50 individuos maduros. La principal amenaza se deriva de su distribución geográfica y ecológica muy limitadas que pueden ser afectadas por causas naturales o por la actividad humana.